# Ítalo Estupiñán
Ítalo Eugenio Estupiñán Martínez (Esmeraldas, 1 de janeiro de 1952 - Toluca, 1 de março de 2016) foi um futebolista equatoriano. Jogava de frente no centro. Ángel Fernández, uma das figuras da narrativa mexicana, Italo Estupiñán colocar o apelido de "o gato selvagem".